# Zdzisława Gnoińska
Zdzisława Gnoińska (ur. 22 czerwca 1936 w Krakowie) – polska nauczycielka i polityk, posłanka na Sejm PRL IX kadencji.

## Życiorys
W 1958 ukończyła Wyższą Szkołę Wychowania Fizycznego w Krakowie i podjęła pracę jako nauczycielka w szkole zawodowej w Bochni, w Liceum Pedagogicznym, a od 1970 w LO w Bochni. W 1967 uzyskała stopień naukowy doktora nauk przyrodniczych. Członkini Rady Patronackiej Wyższej Szkoły Ekonomicznej w Bochni. Była radną Wojewódzkiej Rady Narodowej w Tarnowie oraz działaczką LKP i PRON. W 1985 uzyskała mandat posłanki na Sejm PRL IX kadencji w okręgu Tarnów jako kandydatka bezpartyjna. Zasiadała w Komisji Edukacji Narodowej i Młodzieży, Komisji Ochrony Środowiska i Zasobów Naturalnych oraz w Komisji Nadzwyczajnej do rozpatrzenia projektu Ordynacji Wyborczej do Sejmu oraz Ordynacji Wyborczej do Senatu. Należała też do Zespołu Posłów Związkowych.
Była prezesem oddziału Związku Nauczycielstwa Polskiego w Bochni.

## Odznaczenia
- Złoty Krzyż Zasługi (1980)
- Medal Komisji Edukacji Narodowej (1984)
- Medal 40-lecia Polski Ludowej (1981)
- Złota Odznaka ZNP (1981)
- Odznaka „Za zasługi dla woj. tarnowskiego” (1984)
- „Bene Meritus dla Powiatu Bocheńskiego” (2005)[3]